# Яньань
Яньань (спрощ.: 延安; піньїнь: Yán'ān) — міський округ у китайській провінції Шеньсі.
Найбільш відомим етапом в історії міста стали події громадянської війни, коли Яньань став одним з фінальних пунктів «Великого походу», а надалі (1937—1948) — головним центром КПК.

## Клімат
Місто знаходиться у зоні, котра характеризується вологим континентальним кліматом зі спекотним літом. Найтепліший місяць — липень із середньою температурою 23.9 °C (75 °F). Найхолодніший місяць — січень, із середньою температурою -6.1 °С (21 °F).
| Клімат Яньаня           | Клімат Яньаня | Клімат Яньаня | Клімат Яньаня | Клімат Яньаня | Клімат Яньаня | Клімат Яньаня | Клімат Яньаня | Клімат Яньаня | Клімат Яньаня | Клімат Яньаня | Клімат Яньаня | Клімат Яньаня | Клімат Яньаня |
| Показник                | Січ.          | Лют.          | Бер.          | Квіт.         | Трав.         | Черв.         | Лип.          | Серп.         | Вер.          | Жовт.         | Лист.         | Груд.         | Рік           |
| Абсолютний максимум, °C | 15            | 22            | 26            | 32            | 35            | 37            | 37            | 37            | 35            | 27            | 21            | 13            | 37            |
| Середній максимум, °C   | 1             | 7             | 13            | 20            | 23            | 29            | 30            | 28            | 23            | 17            | 10            | 3             | 17            |
| Середня температура, °C | −6            | 0             | 6             | 11            | 16            | 21            | 23            | 22            | 16            | 10            | 4             | −3            | 10            |
| Середній мінімум, °C    | −13           | −8            | −1            | 3             | 9             | 13            | 17            | 16            | 10            | 3             | −2            | −9            | 3             |
| Абсолютний мінімум, °C  | −23           | −18           | −15           | −8            | −1            | 5             | 8             | 8             | −2            | −8            | −16           | −20           | −23           |
| Вологість повітря, %    | 47            | 47            | 50            | 49            | 56            | 57            | 73            | 76            | 74            | 69            | 65            | 61            | 60            |
| ----------------------- | ------------- | ------------- | ------------- | ------------- | ------------- | ------------- | ------------- | ------------- | ------------- | ------------- | ------------- | ------------- | ------------- |
| Джерело: Weatherbase    |               |               |               |               |               |               |               |               |               |               |               |               |               |

## Адміністративний поділ
Міський округ поділяється на 2 райони й 11 повітів:
| Карта                                                                                           | Карта     | Карта    | Карта    | Карта     |
| ----------------------------------------------------------------------------------------------- | --------- | -------- | -------- | --------- |
| Баота Яньчан Яньчуань Цзичан Аньсай Чжидань Уці Ганьцюань Фусянь Лочуань Їчуань Хуанлун Хуанлін |           |          |          |           |
| Статус                                                                                          | Назва     | Оригінал | Площакм² | Населення |
| Район                                                                                           | Баота     | 宝塔区   | 3556     | 450 000   |
| Район                                                                                           | Аньсай    | 安塞区   | 2950     | 180 000   |
| Повіт                                                                                           | Яньчан    | 延长县   | 2295     | 150 000   |
| Повіт                                                                                           | Яньчуань  | 延川县   | 1941     | 200 000   |
| Повіт                                                                                           | Цзичан    | 子长县   | 2405     | 270 000   |
| Повіт                                                                                           | Чжидань   | 志丹县   | 3781     | 150 000   |
| Повіт                                                                                           | Уці       | 吴起县   | 3791     | 130 000   |
| Повіт                                                                                           | Ганьцюань | 甘泉县   | 2287     | 80 000    |
| Повіт                                                                                           | Фусянь    | 富县     | 4185     | 147 000   |
| Повіт                                                                                           | Лочуань   | 洛川县   | 1886     | 210 000   |
| Повіт                                                                                           | Їчуань    | 宜川县   | 2945     | 120 000   |
| Повіт                                                                                           | Хуанлун   | 黄龙县   | 2383     | 50 000    |
| Повіт                                                                                           | Хуанлін   | 黄陵县   | 2288     | 130 000   |

## Пам'ятки
- Мавзолей Хуан-ді — місце, де був похований легендарний Жовтий імператор